# Melhores do Ano de 2015
A 20.ª cerimônia de entrega dos Melhores do Ano, prêmio entregue pela emissora de televisão brasileira TV Globo aos melhores artistas da emissora referentes ao ano de 2015, que aconteceu em 13 de dezembro do mesmo ano, durante a edição especial do Domingão do Faustão.

## Resumo
| Programa             | Indicações | Prêmios |
| -------------------- | ---------- | ------- |
| Verdades Secretas    | 7          | 2       |
| A Regra do Jogo      | 6          | 2       |
| Além do Tempo        | 4          | 1       |
| Felizes para Sempre? | 2          | 1       |
| Jornal Nacional      | 2          | 1       |
| Malhação Sonhos      | 2          | 2       |
| Mister Brau          | 2          | 0       |
| Tapas & Beijos       | 2          | 1       |
| Babilônia            | 1          | 0       |
| Chapa Quente         | 1          | 0       |
| I Love Paraisópolis  | 1          | 0       |
| Jornal Hoje          | 1          | 0       |
| Tá no Ar: a TV na TV | 1          | 0       |
| Zorra                | 1          | 1       |

## Vencedores e indicados
- Os vencedores estão em negrito.

| Ator de Novela | Atriz de Novela |
| --- | --- |
| - Alexandre Nero – (Romero em A Regra do Jogo) - Rafael Cardoso – (Felipe em Além do Tempo) - Rodrigo Lombardi – (Alex em Verdades Secretas)         | - Giovanna Antonelli – (Atena em A Regra do Jogo) - Alinne Moraes – (Lívia em Além do Tempo) - Drica Moraes – (Carolina em Verdades Secretas)                |
| Ator de Série, Minissérie ou Seriado | Atriz de Série, Minissérie ou Seriado |
| - Vladimir Brichta – (Armane em Tapas & Beijos) - Enrique Díaz – (Cláudio em Felizes para Sempre?) - Lázaro Ramos – (Mister Brau em Mister Brau)     | - Paolla Oliveira – (Denise / Danny Bond em Felizes para Sempre?) - Fernanda Torres – (Fátima em Tapas & Beijos) - Taís Araújo – (Michele em Mister Brau)    |
| Ator Coadjuvante | Atriz Coadjuvante |
| - Rainer Cadete – (Visky em Verdades Secretas) - Juliano Cazarré – (MC Merlo em A Regra do Jogo) - Tonico Pereira – (Ascânio em A Regra do Jogo)     | - Grazi Massafera – (Larissa em Verdades Secretas) - Cássia Kis – (Djanira em A Regra do Jogo) - Irene Ravache – (Vitória em Além do Tempo)                  |
| Ator Revelação | Atriz Revelação |
| - Rafael Vitti – (Pedro em Malhação Sonhos) - Gabriel Leone – (Guilherme em Verdades Secretas) - Maurício Destri – (Benjamin em I Love Paraisópolis) | - Isabella Santoni – (Karina em Malhação Sonhos) - Agatha Moreira – (Giovanna em Verdades Secretas) - Camila Queiroz – (Arlete / Angel em Verdades Secretas) |
| Comédia | Ator/Atriz Mirim |
| - Rodrigo Sant'Anna – (Zorra) - Leandro Hassum – (Chapa Quente) - Marcelo Adnet – (Tá no Ar: a TV na TV)                                             | - Mel Maia – (Felícia em Além do Tempo) - João Gabriel D'Aleluia – (Chico em Além do Tempo) - Sabrina Nonata – (Babilônia)                                   |
| Cantor | Cantora |
| - Luan Santana - Lucas Lucco - Thiaguinho | - Anitta - Claudia Leitte - Ivete Sangalo |
| Música do Ano | Jornalismo |
| - "Hoje" – Ludmilla - "A Noite" – Tiê - "Escreve Aí" – Luan Santana                                                                                  | - Renata Vasconcellos – (Jornal Nacional) - Maria Júlia Coutinho – (Jornal Nacional) - Sandra Annenberg – (Jornal Hoje)                                      |

## Prêmios especiais
O Domingão do Faustão realizou sua 15.ª cerimônia anual do Troféu Mário Lago em 27 de dezembro de 2015, onde foi premiada:
| Troféu Mário Lago |
| ----------------- |
| Susana Vieira     |

## Apresentações
| Artista      | Música           |
| ------------ | ---------------- |
| Luan Santana | "Escreve Aí"     |
| Luan Santana | "Chuva de Arroz" |
| Ludmilla     | "Hoje"           |
| Tiê          | "A Noite"        |
| Anitta       | "Bang"           |

## Votação
A votação é feito pelo site do Domingão do Faustão, cada domingo são disponibilizadas 3 categorias para o público votar, sendo encerradas no domingo seguinte, e assim, sendo liberadas mais três.
| Período                         | Categorias                                          |
| ------------------------------- | --------------------------------------------------- |
| 08 de novembro - 15 de novembro | Cantor, Cantora e Ator de Série                     |
| 15 de novembro - 22 de novembro | Atriz Revelação, Jornalista e Música do Ano         |
| 22 de novembro - 29 de novembro | Atriz de Série, Ator Coadjuvante e Ator/Atriz Mirim |
| 29 de novembro - 06 de dezembro | Atriz Coadjuvante, Ator Revelação e Comédia         |
| 06 de dezembro - 11 de dezembro | Ator de Novela e Atriz de Novela                    |

## In Memoriam
O In Memoriam homenageia os artistas que faleceram no ano de 2015.
- Roberto Talma — diretor
- Carlos Manga — diretor
- Ada Chaseliov — atriz
- Odete Lara — atriz e cantora
- Antônio Abujamra — diretor e ator
- Inezita Barroso — atriz e cantora
- Cláudio Marzo — ator
- Suzana de Moraes — atriz
- Jorge Loredo — ator
- Beatriz Thielmann — jornalista
- Elias Gleiser — ator
- José Rico — cantor
- Cristiano Araújo — cantor
- Betty Lago — atriz
- Sandra Moreyra — jornalista
- Yoná Magalhães — atriz
- Luiz Carlos Miele — ator
- Marília Pêra — atriz

## Ausentes
- Marcelo Adnet
- Rodrigo Lombardi